# Équipe cycliste Memorial-Fupes-Santos
L'équipe cycliste Memorial-Fupes-Santos est une ancienne équipe cycliste brésilienne. Elle participe en 2007 aux circuits continentaux de cyclisme, en particulier l'UCI America Tour, qu'elle termine à la septième place, son coureur Rafael Andriato étant sixième du classement individuel. Malgré ces bons résultats, l'équipe disparaît à la fin de l'année, laissant pour 2008 Scott-Marcondes Cesar-São José dos Campos seule équipe brésilienne affiliée à l'UCI.

## Classements
L'équipe participe aux circuits continentaux et principalement à des épreuves de l'UCI America Tour. Les tableaux ci-dessous présentent les classements de l'équipe sur les différents circuits, ainsi que son meilleur coureur au classement individuel.
UCI America Tour
| Saison | Classement par équipes | Meilleur coureur au classement individuel |
| ------ | ---------------------- | ----------------------------------------- |
| 2007   | 7e                     | Rafael Andriato (6e)                      |

## Memorial-Fupes-Santos en 2007

### Effectif
| Coureur            | Date de naissance | Nationalité | Équipe 2006 |
| ------------------ | ----------------- | ----------- | ----------- |
| Rafael Andriato    | 20.10.1987        | Brésil      |             |
| Armando Camargo    | 08.08.1982        | Brésil      |             |
| Robson Dias        | 14.09.1983        | Brésil      |             |
| Fernando Firmino   | 23.03.1979        | Brésil      |             |
| Douglas Magalhaes  | 13.02.1988        | Brésil      |             |
| Antônio Nascimento | 18.08.1977        | Brésil      |             |
| Marcos Novello     | 06.02.1976        | Brésil      |             |
| Patrick Oyakaua    | 22.03.1988        | Brésil      |             |
| Gustavo Passos     | 30.07.1988        | Brésil      |             |
| André Luiz Pulini  | 23.04.1979        | Brésil      |             |
| Leandro Santos     | 19.02.1987        | Brésil      |             |
| Emerson Silva      | 16.03.1983        | Brésil      |             |

### Victoires
| Date       | Course                                            | Pays   | Classe | Vainqueur       |
| ---------- | ------------------------------------------------- | ------ | ------ | --------------- |
| 14/04/2007 | 1re étape du Tour de Rio de Janeiro               | Brésil | 2.2    | Rafael Andriato |
| 24/04/2007 | 4e étape du Tour de l'État de Sao Paulo           | Brésil | 2.2    | Rafael Andriato |
| 29/04/2007 | 10e étape du Tour de l'État de Sao Paulo          | Brésil | 2.2    | Rafael Andriato |
| 29/04/2007 | Classement général du Tour de l'État de Sao Paulo | Brésil | 2.2    | Marcos Novello  |
| 16/05/2007 | 1re étape du Tour du Paraná                       | Brésil | 2.2    | Rafael Andriato |
| 24/05/2007 | Meeting Internacional de Goiania                  | Brésil | 1.2    | Rafael Andriato |
| 08/07/2007 | Prova Ciclística 9 de Julho                       | Brésil | 1.2    | Rafael Andriato |